# نورت مدیسون (اوهایو)
نورت مدیسون (به انگلیسی: North Madison) یک منطقهٔ مسکونی در ایالات متحده آمریکا است که در شهرستان لیک، اوهایو واقع شده‌است. نورت مدیسن ۱۰٫۴ کیلومتر مربع مساحت و ۸٬۵۴۷ نفر جمعیت دارد و ۲۰۶ متر بالاتر از سطح دریا واقع شده‌است.